# Ariel Dorfman
Vladimiro Ariel Dorfman (Buenos Aires, 6 de maio de 1942) é um romancista, dramaturgo, ensaísta, acadêmico e  ativista pelos direitos humanos argentino-chileno-americano. Cidadão dos Estados Unidos desde 2004, é professor de literatura e de estudos latino-americanos na Universidade Duke, em Durham, Carolina do Norte, desde 1985.

## Origem e educação
Dorfman nasceu em Buenos Aires, em 6 de maio de 1942, filho de Adolf Dorfman, originário de Odessa (então Império russo) em uma próspera família judaica, proeminente professor de economia, autor de Historia de la Industria Argentina, e Fanny Zelicovich Dorfman, nascida em Kishinev, de ascendência judia da Bessarábia. Logo após seu nascimento, eles se mudaram para os Estados Unidos e, em seguida, em 1954, mudaram-se para o Chile. Ele frequentou e, mais tarde, trabalhou como professor na Universidade do Chile, casando-se com Angélica Malinarich em 1966 e tornando-se cidadão chileno, em 1967.Entre 1968 e 1969, ele freqüentou a escola de pós-graduação na Universidade da Califórnia em Berkeley e, em seguida, voltou para o Chile.
Desde a restauração da democracia no Chile, em 1990, ele e sua esposa Angélica tem dividido seu tempo entre Santiago e os Estados Unidos.

## Carreira
De 1970 a 1973, Dorfman serviu como conselheiro cultural para o Presidente Salvador Allende. Durante este tempo, ele escreveu, com Armand Mattelart, uma crítica ao imperialismo cultural norte-americano, Para Ler o Pato Donald. Dorfman deveria trabalhar no turno da noite no palácio presidencial La Moneda na noite anterior ao golpe de Pinochet, mas ele tinha trocado de turno com  seu amigo Claudio Jimeno, não sabendo o que estava para vir. Forçado a abandonar o Chile, em 1973, após o golpe de estado do General Augusto Pinochet levando ao suicídio do presidente Allende, Dorfman passou a viver em Paris, Amsterdã, e Washington, D.C., Desde 1985, ele ensinou na Universidade de Duke, onde é  atualmente professor-pesquisador de Literatura da cátedra Walter Hines Page  e professor de Estudos latino-Americanos.
Dorfman foi membro do Grupo dos 88, um grupo de signatários de um polêmico anúncio no The Chronicle, jornal universitário da Duke durante o caso do lacrosse da Duke.
Dorfman detalha sua vida de exílio e bi-cultural que em seu livro de memórias, Rumbo al Sur, Deseando el norte, que foi elogiado por Elie Wiesel, Nadine Gordimer, Thomas Keneally e outros.

## Obra literária
A obra de Dorfman muitas vezes lida com os horrores da tirania, e, mais tarde, com  as provações do exílio. Em uma entrevista na BOMBA de Revista, Dorfman disse, "eu estou constantemente tentando descobrir como você pode ser fiel a uma experiência que, na verdade, muito poucas pessoas no mundo poderiam compreender, tais como ver a maioria de seus amigos desaparecer ou ser torturada, e ao mesmo tempo encontrar uma maneira de contar a história para que outras pessoas em outros lugares possam ler suas próprias vidas nisso." Sua peça mais famosa , A Morte e a Donzela, descreve o encontro de uma antiga vítima de tortura com o homem que ela acreditava tê-la torturado; foi adaptada para um filme em 1994 por Roman Polanski , estrelado por Sigourney Weaver e Ben Kingsley. Dorfman identificou a  "brusca, dolorosa transição chilena para a democracia"  como o tema central de A Morte e a Donzela. A peça foi re-encenada em seu aniversário de 20 anos  na temporada 2011-2012 do Harold Pinter, Theatre no West End de Londres, dirigida por Jeremy Herrin e estrelada por Thandie Newton, Tom Goodman-Hill, e Antônio Bezerra.
A sua tese sobre o absurdo em peças de Harold Pinter, foi publicada em espanhol  como El absurdo entre quatro paredes: el teatro de Harold Pinter (O absurdo entre quatro paredes: o teatro de Harold Pinter) pela Editorial Universitaria, em Santiago, Chile, em 1968 (124 páginas). Pinter, mais tarde, tornou-se amigo pessoal, bem como uma influência no trabalho e pensamento político de Dorfman.
Crítico de Pinochet, ele tem escrito extensivamente sobre o caso de extradição para o jornal espanhol El País e outras publicações, e no livro Exorcising Terror: The Incredible Unending Trial of Gen. Augusto Pinochet. Em vez de distinguir entre a política e a arte, Dorfman acredita "que a escrita é profundamente política", e, no seu melhor, "envolve os principais dilemas...da comunidade".

## Livros selecionados
- El absurdo entre cuatro paredes: el teatro de Harold Pinter. Santiago, Chile: Editorial Universitaria, 1968.
- Para leer al Pato Donald (Para ler o Pato Donald), 1971, com Armand Mattelart
- La rebelión de los conejos mágicos, 1986
- Moros en la costa, 1973
- Viudas, 1981
- La última canción de Manuel Sendero, 1982
- Patos, elefantes y héroes: La infancia como subdesarrollo, 1985
- Pastel de choclo, 1986
- Máscaras, 1988
- My House Is On Fire, short stories, tr. George Shivers & Dorfman; New York: Viking, 1990
- Some Write to the Future: Essays on Contemporary Latin American Fiction 1991
- La muerte y la doncella (A morte e a Donzela ), 1991
- Konfidenz, 1994
- Reader, drama, Nick Hern Books, London, 1995
- Rumbo al Sur, deseando el Norte (Rumo ao Sul, Desejando o Norte/Uma Vida em Trânsito), 1998
- La Nana y el Iceberg, 1999
- The Resistance Trilogy (Death and the Maiden, Widows, Reader), 1998
- Más allá del miedo: El largo adiós a Pinochet (O longo adeus a Pinochet), 2002,
- Terapia, 2001
- In Case of Fire in a Foreign Land: New and Collected Poems from Two Languages 2002
- Otros septiembres,2004
- Manifesto for Another World: Voices from Beyond the Dark, 2004
- Desert Memories: Journeys through the Chilean North, 2004.
- Burning City (com Joaquin Dorfman) (2006)
- Americanos: Los pasos de Murieta (2009)
- Feeding on Dreams: Confessions of an Unrepentant Exile (2011)

## Documentários
- Santiago Arquivos, 2011 (Entrevista) [Documentário]